# マンハッタンのニューヨーク市地下鉄駅の一覧

現在のニューヨーク市地下鉄マップ。マンハッタンは左中央のエリア。

ニューヨーク市地下鉄はアメリカ合衆国ニューヨーク市の5つの行政区のうちブロンクス区、ブルックリン区、マンハッタン区、そしてクイーンズ区を走る地下鉄システムである。メトロポリタン・トランスポーテーション・オーソリティ (MTA) の下部関連組織であるニューヨークシティー・トランジット・オーソリティーによって運営されており、アメリカ合衆国で最も利用客の多い地下鉄であり世界で4番目に利用客の多い地下鉄である。1日あたりの乗客数は522万5000人である。総駅数は469で、世界一駅数の多い地下鉄となっている。
1940年に三つの地下鉄会社、インターボロー・ラピッド・トランジット（IRT）、ブルックリン・マンハッタン・トランジット（BMT）、インディペンデント・サブウェイ・システム（IND）が合併し、現在のニューヨーク市地下鉄となった。

## 歴史と概要
- IRT9番街線（高架線：廃線）
- IRT6番街線（高架線：廃線）
- IRT3番街線（高架線：廃線）
- IRT2番街線（高架線：廃線）
- ビーチ・ニューマチック・トランジット
- IRT初期開業区間（IRTレキシントン・アベニュー線の一部、42丁目シャトル、IRTブロードウェイ-7番街線の一部、IRTレノックス・アベニュー線）
- IRTブロードウェイ-7番街線
- IRTレキシントン・アベニュー線
- IRTフラッシング線
- BMTブロードウェイ線
- BMTナッソー・ストリート線
- BMTカナーシー線
- IND8番街線
- IND6番街線
- IND/BMT63丁目線
- IND2番街線

多くのマンハッタンの数字名のストリートやハウストン・ストリートの住所は"East"または"West"がストリート名の前に付くが、多くの地下鉄駅名のストリートには付かない。例えば、レキシントン・アベニュー線 33丁目（33rd Street）駅はイーストサイドにあるが、東33丁目（East 33rd Street）とはならない。例外は西4丁目-ワシントン・スクエア駅である。INDは2番街駅からブルックリンへ6番街線延伸を計画していたことがあった。この路線はブルックリンの南4丁目に駅を持つことが計画されていた。この駅の外枠がINDクロスタウン線ブロードウェイ駅 に作られたが、計画が破棄され現在は封印されている。西4丁目は、この南4丁目と区別できるように単に4丁目とはならなかったが、結局南4丁目は開業することはなかった。

## 路線と運行系統
MTAの公式の数え方では、マンハッタンには151のニューヨーク市地下鉄駅が存在する。そのうち、32がエクスプレス（急行）かつローカル（各停）の駅である。IRTブロードウェイ-7番街線コートランド・ストリート駅はアメリカ同時多発テロ事件以来閉鎖されていたが、2018年9月8日に駅名をWTCコートランド駅と改め営業を再開している。18の複合駅がそれぞれ1駅としてカウントされると、総駅数は118となる。以下の表では、色付きの路線は基幹路線を表す。その色は運行系統の丸または菱形のラベルの色と一致する。開業年月日はその路線のプラットホームの最初の区間が開業した年月日を記す。ディビジョンは現行のディビジョンの次に括弧でくくって以前のディビジョンを記載する。
| ディビジョン | 路線                                               | 運行系統  | マンハッタンの駅 | 開業年月日     | マンハッタンより先の進路 |
| ------------ | -------------------------------------------------- | --------- | --- | -------------- | ------------------------ |
| B（IND）     | 2番街線                                            | N Q       | 3 | 1936年1月1日   | 区内のみ                 |
| B (IND)      | 6番街線                                            | B D F M   | 13（6はエクスプレスかつローカル駅、5は複合駅の一部、1は8番街線と共用、1はクイーンズ・ブールバード線と共用）                        | 1936年1月1日   | ブルックリン             |
| B (IND)      | 8番街線                                            | A B C D E | 30（9はエクスプレスかつローカル駅、7は複合駅の一部、1はコンコース線と共用、1はクイーンズ・ブールバード線と共用、1は6番街線と共用） | 1932年9月10日  | ブルックリン             |
| A (IRT)      | 42丁目線                                           | S         | 2（両方とも複合駅の一部） | 1904年10月27日 | 区内のみ                 |
| B (BMT)      | 63丁目線                                           | N Q       | 1（IND63丁目線と共用） | [ ^ 3 ]        | 区内のみ                 |
| B (IND)      | 63丁目線                                           | F         | 2（1はBMT63丁目線と共用） | 1989年10月29日 | クイーンズ               |
| B (BMT)      | ブロードウェイ線                                   | N Q R     | 17（4はエクスプレスかつローカル駅、7は複合駅の一部）                                                                               | 1917年9月4日   | ブルックリン、クイーンズ |
| A (IRT)      | ブロードウェイ-7番街線                             | 1 2 3     | 38（6はエクスプレスかつローカル駅、7は複合駅の一部、1は閉鎖）                                                                      | 1904年10月27日 | ブロンクス、ブルックリン |
| B (BMT)      | カナーシー線 (14th Street Crosstown)               | L         | 5（3は複合駅の一部） | 1924年6月10日  | ブルックリン             |
| B (IND)      | コンコース線                                       | B D       | 2（1はエクスプレスかつローカル駅、1は8番街線と共用）                                                                               | 1933年7月1日   | クイーンズ               |
| A (IRT)      | フラッシング線                                     | 7         | 4（3は複合駅の一部） | 1915年6月22日  | クイーンズ               |
| A (IRT)      | レノックス・アベニュー線                           | 2 3       | 6 | 1904年11月23日 | ブロンクス               |
| A (IRT)      | レキシントン・アベニュー線                         | 4 5 6     | 23（6はエクスプレスかつローカル駅、8は複合駅の一部）                                                                               | 1904年10月27日 | ブロンクス、ブルックリン |
| B (BMT)      | ナッソー・ストリート線                             | J M Z     | 6（4は複合駅の一部） | 1913年8月4日   | ブルックリン             |
| B (IND)      | クイーンズ・ブールバード線 (53rd Street Crosstown) | E M       | 4（1は複合駅の一部、1は6番街線と共用、1は8番街線と共用）                                                                           | 1933年8月19日  | クイーンズ               |

## 駅
完全に廃止または休止された駅はこの一覧に記載しない。
| 凡例                                                    | 凡例                                     |
| ------------------------------------------------------- | ---------------------------------------- |
| Stops all times                                         | 終日停車                                 |
| Stops all times except late nights                      | 深夜を除き終日停車                       |
| Stops late nights only                                  | 深夜のみ停車                             |
| Stops weekdays only                                     | 平日のみ停車                             |
| Stops all times except rush hours in the peak direction | ラッシュ時混雑方向以外の終日停車         |
| Stops daily except rush hours in the peak direction     | 平日のラッシュ時の混雑方向を除く終日停車 |
| Stops rush hours only                                   | ラッシュ時のみ停車                       |
| Stops rush hours in peak direction only                 | ラッシュ時の混雑方向のみ停車             |
| 時間帯詳細                                              |                                          |

| *                      | ステーション・コンプレックス（複合駅）を形成する駅                                                                          |
| **                     | 緩行線と急行線間または同一路線の運行系統間の乗換駅のターミナル；上述の複合駅の一部でもあり得る                              |
| ***                    | 複数階または隣接プラットフォームで別の路線への乗換ができる駅。MTAはこれらのプラットフォームは同一駅としてカウントしている。 |
| †                      | 運行系統のターミナル駅 |
| *†, **† or ***†        | 乗り換えおよびターミナル駅                                                                                                  |
| ‡                      | マンハッタン内での最終駅。以降はブロンクス、ブルックリン、またはクイーンズに入る。                                          |
| *‡, **‡, or ***‡       | マンハッタン内での最終駅かつ乗換駅                                                                                          |
| *†‡, **†‡, or ***†‡    | マンハッタン内での最終駅、乗換駅、かつターミナル駅                                                                          |
| バリアフリー・アクセス | 障害を持つアメリカ人法準拠の障害者対応駅                                                                                    |
| (N) または (S)         | 障害者対応駅であるが、北行または南行のみ対応の駅                                                                            |

| 駅                                                 | バリアフリー・アクセス | ディヴィジョン | 路線                                | 運行系統      | 開業年月日     |
| -------------------------------------------------- | ---------------------- | -------------- | ----------------------------------- | ------------- | -------------- |
| 1番街駅 ‡                                          | 1                      | B (BMT)        | カナーシー線                        | L             | 1924年6月10日  |
| 2番街駅                                            | 1                      | B (IND)        | 6番街線                             | F <F>         | 1936年1月1日   |
| 3番街駅                                            | 1                      | B (BMT)        | カナーシー線                        | L             | 1924年6月10日  |
| 5番街/53丁目駅                                     | 1                      | B (IND)        | クイーンズ・ブールバード線          | E M           | 1933年8月19日  |
| 5番街-59丁目駅                                     | 1                      | B (BMT)        | ブロードウェイ線                    | N R W         | 1920年8月1日   |
| 5番街駅 *                                          | 1                      | A (IRT)        | フラッシング線                      | 7             | 1926年3月22日  |
| 6番街駅 *                                          | 1                      | B (BMT)        | カナーシー線                        | L             | 1924年6月10日  |
| 7番街駅 ***                                        | 1                      | B (IND)        | 6番街線, クイーンズ・ブールバード線 | B D E         | 1933年8月19日  |
| 8番街駅 *†                                         | 0                      | B (BMT)        | カナーシー線                        | L             | 1931年5月30日  |
| 8丁目-ニューヨーク大学駅                           | 1                      | B (BMT)        | ブロードウェイ線                    | N Q R W       | 1917年9月4日   |
| 14丁目駅 *                                         | 1                      | B (IND)        | 6番街線                             | F <F> M       | 1940年12月15日 |
| 14丁目駅 **                                        | 0                      | B (IND)        | 8番街線                             | A C E         | 1932年9月10日  |
| 14丁目駅 **                                        | 1                      | A (IRT)        | ブロードウェイ-7番街線              | 1 2 3         | 1918年7月1日   |
| 14丁目-ユニオン・スクエア駅 **                     | 0                      | B (BMT)        | ブロードウェイ線                    | N Q R W       | 1917年9月4日   |
| 14丁目-ユニオン・スクエア駅 *                      | 0                      | B (BMT)        | カナーシー線                        | L             | 1924年6月10日  |
| 14丁目-ユニオン・スクエア駅 **                     | 1                      | A (IRT)        | レキシントン・アベニュー線          | 4 5 6 <6>     | 1904年10月27日 |
| 18丁目駅                                           | 1                      | A (IRT)        | ブロードウェイ-7番街線              | 1 2           | 1918年7月1日   |
| 23丁目駅                                           | 1                      | B (IND)        | 6番街線                             | F <F> M       | 1940年12月15日 |
| 23丁目駅                                           | 1                      | B (IND)        | 8番街線                             | A C E         | 1932年9月10日  |
| 23丁目駅                                           | 1                      | B (BMT)        | ブロードウェイ線                    | N Q R W       | 1918年1月5日   |
| 23丁目駅                                           | 1                      | A (IRT)        | ブロードウェイ-7番街線              | 1 2           | 1918年7月1日   |
| 23丁目駅                                           | 1                      | A (IRT)        | レキシントン・アベニュー線          | 4 6 <6>       | 1904年10月27日 |
| 28丁目駅                                           | 1                      | B (BMT)        | ブロードウェイ線                    | N Q R W       | 1918年1月5日   |
| 28丁目駅                                           | 1                      | A (IRT)        | ブロードウェイ-7番街線              | 1 2           | 1918年7月1日   |
| 28丁目駅                                           | 1                      | A (IRT)        | レキシントン・アベニュー線          | 4 6 <6>       | 1904年10月27日 |
| 33丁目駅                                           | 1                      | A (IRT)        | レキシントン・アベニュー線          | 4 6 <6>       | 1904年10月27日 |
| 34丁目-ヘラルド・スクエア駅 **                     | 0                      | B (IND)        | 6番街線                             | B D F <F> M   | 1940年12月15日 |
| 34丁目-ヘラルド・スクエア駅 **                     | 0                      | B (BMT)        | ブロードウェイ線                    | N Q R W       | 1918年1月5日   |
| 34丁目-ハドソン・ヤード駅 †                        | 0                      | A (IRT)        | フラッシング線                      | 7 <7>         | 2015年9月13日  |
| 34丁目-ペン・ステーション駅 **                     | 0                      | B (IND)        | 8番街線                             | A C E         | 1932年9月10日  |
| 34丁目-ペン・ステーション駅 **                     | 0                      | A (IRT)        | ブロードウェイ-7番街線              | 1 2 3         | 1917年6月3日   |
| 42丁目-ブライアント・パーク駅 *                    | 1                      | B (IND)        | 6番街線                             | B D F <F> M   | 1940年12月15日 |
| 42丁目-ポート・オーソリティ・バスターミナル駅 **   | 0                      | B (IND)        | 8番街線                             | A C E         | 1932年9月10日  |
| 47丁目-50丁目-ロックフェラー・センター駅 **        | 0                      | B (IND)        | 6番街線                             | B D F <F> M   | 1940年12月15日 |
| 49丁目駅                                           | (N)                    | B (BMT)        | ブロードウェイ線                    | N Q R W       | 1919年7月10日  |
| 50丁目駅 ***                                       | (S)                    | B (IND)        | 8番街線, クイーンズ・ブールバード線 | A C E         | 1932年9月10日  |
| 50丁目駅                                           | 1                      | A (IRT)        | ブロードウェイ-7番街線              | 1 2           | 1904年10月27日 |
| 51丁目駅 *                                         | 0                      | A (IRT)        | レキシントン・アベニュー線          | 4 6 <6>       | 1918年7月17日  |
| 57丁目駅                                           | 1                      | B (IND)        | 6番街線                             | F <F>         | 1968年7月1日   |
| 57丁目-7番街駅 **†                                 | 1                      | B (BMT)        | ブロードウェイ線                    | N Q R W       | 1919年7月10日  |
| 59丁目駅 **                                        | 1                      | A (IRT)        | レキシントン・アベニュー線          | 4 5 6 <6>     | 1918年7月17日  |
| 59丁目-コロンバス・サークル駅 **                   | 0                      | B (IND)        | 8番街線                             | A B C D       | 1932年9月10日  |
| 59丁目-コロンバス・サークル駅 *                    | 0                      | A (IRT)        | ブロードウェイ-7番街線              | 1 2           | 1904年10月27日 |
| 66丁目-リンカーン・センター駅                      | 0                      | A (IRT)        | ブロードウェイ-7番街線              | 1 2           | 1904年10月27日 |
| 68丁目-ハンター・カレッジ駅                        | 1                      | A (IRT)        | レキシントン・アベニュー線          | 4 6 <6>       | 1918年7月17日  |
| 72丁目駅                                           | 0                      | B (IND)        | 2番街線                             | N Q R         | 2017年1月1日   |
| 72丁目駅                                           | 1                      | B (IND)        | 8番街線                             | A B C         | 1932年9月10日  |
| 72丁目駅 **                                        | 0                      | A (IRT)        | ブロードウェイ-7番街線              | 1 2 3         | 1904年10月27日 |
| 77丁目駅                                           | 1                      | A (IRT)        | レキシントン・アベニュー線          | 4 6 <6>       | 1918年7月17日  |
| 79丁目駅                                           | 1                      | A (IRT)        | ブロードウェイ-7番街線              | 1 2           | 1904年10月27日 |
| 81丁目-自然史博物館駅                              | 1                      | B (IND)        | 8番街線                             | A B C         | 1932年9月10日  |
| 86丁目駅                                           | 0                      | B (IND)        | 2番街線                             | N Q R         | 2017年1月1日   |
| 86丁目駅                                           | 1                      | B (IND)        | 8番街線                             | A B C         | 1932年9月10日  |
| 86丁目駅                                           | 1                      | A (IRT)        | ブロードウェイ-7番街線              | 1 2           | 1904年10月27日 |
| 86丁目駅 **                                        | 1                      | A (IRT)        | レキシントン・アベニュー線          | 4 5 6 <6>     | 1918年7月17日  |
| 96丁目駅 †                                         | 0                      | B (IND)        | 2番街線                             | N Q R         | 2017年1月1日   |
| 96丁目駅                                           | 1                      | B (IND)        | 8番街線                             | A B C         | 1932年9月10日  |
| 96丁目駅 **                                        | 0                      | A (IRT)        | ブロードウェイ-7番街線              | 1 2 3         | 1904年10月27日 |
| 96丁目駅                                           | 1                      | A (IRT)        | レキシントン・アベニュー線          | 4 6 <6>       | 1918年7月17日  |
| 103丁目駅                                          | 1                      | B (IND)        | 8番街線                             | A B C         | 1932年9月10日  |
| 103丁目駅                                          | 1                      | A (IRT)        | ブロードウェイ-7番街線              | 1             | 1904年10月27日 |
| 103丁目駅                                          | 1                      | A (IRT)        | レキシントン・アベニュー線          | 4 6 <6>       | 1918年7月17日  |
| 110丁目駅                                          | 1                      | A (IRT)        | レキシントン・アベニュー線          | 4 6 <6>       | 1918年7月17日  |
| 116丁目駅                                          | 1                      | B (IND)        | 8番街線                             | A B C         | 1932年9月10日  |
| 116丁目駅                                          | 1                      | A (IRT)        | レノックス・アベニュー線            | 2 3           | 1904年11月23日 |
| 116丁目駅                                          | 1                      | A (IRT)        | レキシントン・アベニュー線          | 4 6 <6>       | 1918年7月17日  |
| 116丁目-コロンビア大学駅                           | 1                      | A (IRT)        | ブロードウェイ-7番街線              | 1             | 1904年10月27日 |
| 125丁目駅 **                                       | 0                      | B (IND)        | 8番街線                             | A B C D       | 1932年9月10日  |
| 125丁目駅                                          | 1                      | A (IRT)        | ブロードウェイ-7番街線              | 1             | 1904年10月27日 |
| 125丁目駅                                          | 1                      | A (IRT)        | レノックス・アベニュー線            | 2 3           | 1904年11月23日 |
| 125丁目駅 **‡                                      | 0                      | A (IRT)        | レキシントン・アベニュー線          | 4 5 6 <6>     | 1918年7月17日  |
| 135丁目駅                                          | 1                      | B (IND)        | 8番街線                             | A B C         | 1932年9月10日  |
| 135丁目駅 ‡                                        | 0                      | A (IRT)        | レノックス・アベニュー線            | 2 3           | 1904年11月23日 |
| 137丁目-シティ・カレッジ駅                         | 1                      | A (IRT)        | ブロードウェイ-7番街線              | 1             | 1904年10月27日 |
| 145丁目駅 ***†‡                                    | 1                      | B (IND)        | 8番街線, コンコース線               | A B C D       | 1932年9月10日  |
| 145丁目駅                                          | 1                      | A (IRT)        | ブロードウェイ-7番街線              | 1             | 1904年10月27日 |
| 145丁目駅                                          | 1                      | A (IRT)        | レノックス・アベニュー線            | 3             | 1904年11月23日 |
| 155丁目駅                                          | 1                      | B (IND)        | 8番街線                             | A C           | 1932年9月10日  |
| 155丁目駅 ‡                                        | 1                      | B (IND)        | コンコース線                        | B D           | 1933年7月1日   |
| 157丁目駅                                          | 1                      | A (IRT)        | ブロードウェイ-7番街線              | 1             | 1904年11月12日 |
| 163丁目-アムステルダム・アベニュー駅               | 1                      | B (IND)        | 8番街線                             | A C           | 1932年9月10日  |
| 168丁目駅 **†                                      | 0                      | B (IND)        | 8番街線                             | A C           | 1932年9月10日  |
| 168丁目駅 *                                        | 1                      | A (IRT)        | ブロードウェイ-7番街線              | 1             | 1906年3月12日  |
| 175丁目駅                                          | 0                      | B (IND)        | 8番街線                             | A             | 1932年9月10日  |
| 181丁目駅                                          | 1                      | B (IND)        | 8番街線                             | A             | 1932年9月10日  |
| 181丁目駅                                          | 1                      | A (IRT)        | ブロードウェイ-7番街線              | 1             | 1906年3月12日  |
| 190丁目駅                                          | 1                      | B (IND)        | 8番街線                             | A             | 1932年9月10日  |
| 191丁目駅                                          | 1                      | A (IRT)        | ブロードウェイ-7番街線              | 1             | 1906年3月12日  |
| 207丁目駅                                          | 1                      | A (IRT)        | ブロードウェイ-7番街線              | 1             | 1906年3月12日  |
| 215丁目駅                                          | 1                      | A (IRT)        | ブロードウェイ-7番街線              | 1             | 1906年3月12日  |
| アスター・プレイス駅                               | 1                      | A (IRT)        | レキシントン・アベニュー線          | 4 6 <6>       | 1904年10月27日 |
| ブリーカー・ストリート駅 *                         | 0                      | A (IRT)        | レキシントン・アベニュー線          | 4 6 <6>       | 1904年10月27日 |
| バワリー駅                                         | 1                      | B (BMT)        | ナッソー・ストリート線              | J Z           | 1913年8月4日   |
| ボウリング・グリーン駅 **†‡                        | 0                      | A (IRT)        | レキシントン・アベニュー線          | 4 5           | 1905年7月10日  |
| ブロード・ストリート駅 **†‡                        | 1                      | B (BMT)        | ナッソー・ストリート線              | J Z           | 1931年5月30日  |
| ブロードウェイ-ラファイエット・ストリート駅 **     | 0                      | B (IND)        | 6番街線                             | B D F <F> M   | 1936年1月1日   |
| ブルックリン・ブリッジ-シティ・ホール駅 **†        | 0                      | A (IRT)        | レキシントン・アベニュー線          | 4 5 6 <6>     | 1904年10月27日 |
| キャナル・ストリート駅 **                          | 1                      | B (IND)        | 8番街線                             | A C E         | 1932年9月10日  |
| キャナル・ストリート駅 *                           | 1                      | B (BMT)        | ブロードウェイ線                    | N R W         | 1918年1月5日   |
| キャナル・ストリート駅 *‡                          | 1                      | B (BMT)        | ブロードウェイ線                    | N Q           | 1917年9月4日   |
| キャナル・ストリート駅                             | 1                      | A (IRT)        | ブロードウェイ-7番街線              | 1 2           | 1918年7月1日   |
| キャナル・ストリート駅 *                           | 0                      | A (IRT)        | レキシントン・アベニュー線          | 4 6 <6>       | 1904年10月27日 |
| キャナル・ストリート駅 *                           | 1                      | B (BMT)        | ナッソー・ストリート線              | J Z           | 1913年8月4日   |
| カテドラル・パークウェイ-110丁目駅                 | 1                      | B (IND)        | 8番街線                             | A B C         | 1932年9月10日  |
| カテドラル・パークウェイ-110丁目駅                 | 1                      | A (IRT)        | ブロードウェイ-7番街線              | 1             | 1904年10月27日 |
| セントラル・パーク・ノース-110丁目駅               | 1                      | A (IRT)        | レノックス・アベニュー線            | 2 3           | 1904年11月23日 |
| チェンバーズ・ストリート駅 *                       | 1                      | B (IND)        | 8番街線                             | A C           | 1932年9月10日  |
| チェンバーズ・ストリート駅 **                      | 0                      | A (IRT)        | ブロードウェイ-7番街線              | 1 2 3         | 1918年7月1日   |
| チェンバーズ・ストリート駅 **†                     | 1                      | B (BMT)        | ナッソー・ストリート線              | J Z           | 1913年8月4日   |
| クリストファー・ストリート-ストーンウォール駅      | 1                      | A (IRT)        | ブロードウェイ-7番街線              | 1 2           | 1918年7月1日   |
| シティ・ホール駅                                   | 1                      | B (BMT)        | ブロードウェイ線                    | N R W         | 1918年1月5日   |
| コートランド・ストリート駅                         | 1                      | B (BMT)        | ブロードウェイ線                    | N R W         | 1918年1月5日   |
| デランシー・ストリート駅 *                         | 1                      | B (IND)        | 6番街線                             | F <F>         | 1936年4月9日   |
| ダイクマン・ストリート駅 †                         | 1                      | B (IND)        | 8番街線                             | A             | 1932年9月10日  |
| ダイクマン・ストリート駅                           | 1                      | A (IRT)        | ブロードウェイ-7番街線              | 1             | 1906年3月12日  |
| イースト・ブロードウェイ駅 ‡                       | 1                      | B (IND)        | 6番街線                             | F <F>         | 1936年4月9日   |
| エセックス・ストリート駅 *‡                        | 1                      | B (BMT)        | ナッソー・ストリート線              | J M Z         | 1908年9月16日  |
| フランクリン・ストリート駅                         | 1                      | A (IRT)        | ブロードウェイ-7番街線              | 1 2           | 1918年7月1日   |
| フルトン・ストリート駅 *                           | 1                      | A (IRT)        | ブロードウェイ-7番街線              | 2 3           | 1918年7月1日   |
| フルトン・ストリート駅 *                           | 1                      | A (IRT)        | レキシントン・アベニュー線          | 4 5           | 1905年1月16日  |
| フルトン・ストリート駅 *‡                          | 1                      | B (IND)        | 8番街線                             | A C           | 1933年2月1日   |
| フルトン・ストリート駅 *                           | 1                      | B (BMT)        | ナッソー・ストリート線              | J Z           | 1931年5月30日  |
| グランド・セントラル-42丁目駅 **                   | 0                      | A (IRT)        | レキシントン・アベニュー線          | 4 5 6 <6>     | 1918年7月17日  |
| グランド・セントラル駅 *†                          | 0                      | A (IRT)        | 42丁目シャトル                      | S             | 1904年10月27日 |
| グランド・セントラル駅 *‡                          | 0                      | A (IRT)        | フラッシング線                      | 7             | 1915年6月22日  |
| グランド・ストリート駅 ‡                           | 1                      | B (IND)        | 6番街線                             | B D           | 1967年11月26日 |
| ハーレム-148丁目駅 †                               | 1                      | A (IRT)        | レノックス・アベニュー線            | 3             | 1968年5月13日  |
| ハウストン・ストリート駅                           | 1                      | A (IRT)        | ブロードウェイ-7番街線              | 1 2           | 1918年7月1日   |
| インウッド-207丁目駅 †                             | 0                      | B (IND)        | 8番街線                             | A             | 1932年9月10日  |
| レキシントン・アベニュー-53丁目駅 *‡               | 0                      | B (IND)        | クイーンズ・ブールバード線          | E M           | 1933年8月19日  |
| レキシントン・アベニュー/59丁目駅 *‡               | 1                      | B (BMT)        | ブロードウェイ線                    | N R W         | 1920年8月1日   |
| レキシントン・アベニュー-63丁目駅 *                | 0                      |                | 63丁目線                            | F <F> N Q R   | 1989年10月29日 |
| マーブル・ヒル-225丁目駅 ‡                         | 1                      | A (IRT)        | ブロードウェイ-7番街線              | 1             | 1907年1月14日  |
| パーク・プレイス駅 *                               | 1                      | A (IRT)        | ブロードウェイ-7番街線              | 2 3           | 1918年7月1日   |
| プリンス・ストリート駅                             | 1                      | B (BMT)        | ブロードウェイ線                    | N Q R W       | 1917年9月4日   |
| レクター・ストリート駅                             | 1                      | B (BMT)        | ブロードウェイ線                    | N R W         | 1918年1月5日   |
| レクター・ストリート駅                             | 1                      | A (IRT)        | ブロードウェイ-7番街線              | 1             | 1918年7月1日   |
| ルーズベルト・アイランド駅 ‡                       | 0                      | B (IND)        | 63丁目線                            | F <F>         | 1989年10月29日 |
| サウス・フェリー駅 ***†                            | 0                      | A (IRT)        | ブロードウェイ-7番街線              | 1             | 2009年3月16日  |
| スプリング・ストリート駅                           | 1                      | B (IND)        | 8番街線                             | A C E         | 1932年9月10日  |
| スプリング・ストリート駅                           | 1                      | A (IRT)        | レキシントン・アベニュー線          | 4 6 <6>       | 1904年10月27日 |
| タイムズ・スクエア駅 *†                            | 1                      | A (IRT)        | 42丁目シャトル                      | S             | 1904年10月27日 |
| タイムズ・スクエア駅 *†                            | 0                      | A (IRT)        | フラッシング線                      | 7             | 1927年3月14日  |
| タイムズ・スクエア-42丁目駅 **                     | 0                      | B (BMT)        | ブロードウェイ線                    | N Q R W       | 1918年1月5日   |
| タイムズ・スクエア-42丁目駅 **                     | 0                      | A (IRT)        | ブロードウェイ-7番街線              | 1 2 3         | 1917年6月3日   |
| ウォール・ストリート駅 ‡                           | 1                      | A (IRT)        | ブロードウェイ-7番街線              | 2 3           | 1918年7月1日   |
| ウォール・ストリート駅                             | 1                      | A (IRT)        | レキシントン・アベニュー線          | 4 5           | 1905年6月12日  |
| 西4丁目-ワシントン・スクエア駅 ***                 | 0                      | B (IND)        | 6番街線, 8番街線                    | A B C D E F M | 1932年9月10日  |
| ホワイトホール・ストリート-サウス・フェリー駅 ***‡ | 1                      | B (BMT)        | ブロードウェイ線                    | N R W         | 1918年1月5日   |
| ワールド・トレード・センター駅 *†                  | 0                      | B (IND)        | 8番街線                             | E             | 1932年9月10日  |
| WTCコートランド駅                                  | 1                      | A (IRT)        | ブロードウェイ-7番街線              | 1             | 1918年7月1日   |